# CATCH (報道番組)
『CATCH』（キャッチ）は、1999年1月から2004年12月18日まで仙台放送で毎週土曜 18:30 - 19:00 （日本標準時）に放送されていた報道番組である。

## 概要
毎週1つのテーマに絞って制作したVTR映像を放送。VTRの合間には、司会者とそのテーマの専門家が対談するコーナーを設けていた。
番組が終了した理由は、公式サイト上では「諸般の事情」とされていたが、当時フジテレビから来ていた社長が「経営効率化」を謳い文句に、自社製作番組を大幅に見直した結果の終了だった。視聴率も安定していたため、番組発足時のプロデューサーが、それまで番組に関わった人たちの意見を集め、番組を継続させてほしいという嘆願書を提出したが、受け入れられなかった。
番組の終了後、土曜18:30枠は『もしもツアーズ』（フジテレビ）の同時ネット枠に切り替えられたが、2006年4月に『速報スポルたん!』（月曜19:00枠で放送されていた『スポルたん!』のリニューアル版）がスタートしたことで再び自社製作枠となった。

## 議員に対する報道の偏りへの批判
番組は硬派な報道番組だったが、公職選挙法違反の議員に対する報道に関して批判があった。自民党の小野寺五典が選挙区の有権者に香典セットを配布していたことが明らかになり、後に辞職。その際、番組は当然ながら小野寺議員に対する批判的なスタンスで報道するも、後に民主党の鎌田さゆり、そして本番組の元キャスターである今野東も公職選挙法違反をしていたことが明らかになると、番組は終始両議員を擁護し、また出演した政治評論家まで両議員に理解を示す、かつ両議員を生出演させ、弁解の場を与えるなど先述した小野寺議員との報道姿勢とは明らかに異なったために、公正を欠くとして批判が寄せられた。

## 歴代キャスター
| 期間      | 期間       | 男性     | 女性       |
| --------- | ---------- | -------- | ---------- |
| 1999.1.9  | 1999.10.30 | 今野東   | 菅原美千子 |
| 1999.11.6 | 2000.1.29  | 今野東   | 秋山美紀   |
| 2000.2.5  | 2000.6.24  | （不在） | 秋山美紀   |
| 2000.7.1  | 2001.3.30  | （不在） | 柳生聡子   |
| 2001.4.7  | 2004.12.18 | 佐藤拓雄 | （不在）   |